# Mark Wiebe
Mark Charles Wiebe is een golfprofessional uit de Verenigde Staten.
Mark Wiebe werd in Colorado geboren maar groeide in Californië op. Hij studeerde aan de San José State University en speelde college golf. In 1977 won hij het California Amateur en in 1979 het Pacific Northwest Amateur. 

## Professional
Mark Wiebe werd in 1980 professional. Zijn eerste overwinning boekte hij nadat hij John Mahaffey in de play-off van de Anheuser-Busch Golf Classic haad verslagen.

Hij speelde op de Nationwide Tour en de Amerikaanse PGA Tour en sinds 2007 speelt hij op de Champions Tour. In september won hij als rookie het SAS Championship. Hij was toen 50 jaar en 10 dagen, met Bobby Wadkins de jongste winnaar op de Champions Tour.
Senior Open
In 2013 won Wiebe het Senior Open Championship op Royal Birkdale, nadat hij met Bernhard Langer een dramatische play-off had gespeeld. Na een toernooi dat verschillende keren was onderbroken door onweer, maakte Langer een dubbelbogey op de laatste hole. Na twee keer een extra hole te hebben gespeeld, was het te donker om de play-off voort te zetten. Maandagochtend kwamen de spelers terug. Na vijf holes won Wiebe met een par. 
Wiebe heeft drie kinderen, zijn zoon Gunner speelt als professional op de Zuid-Amerikaanse Tour. 

### Gewonnen
PGA Tour
- 1985: Anheuser-Busch Golf Classic po (-11)
- 1986: Hardee's Golf Classic (-12)

Elders
- 1986: Colorado Open

Champions Tour
- 2007: SAS Championship (-18)
- 2008: Cap Cana Championship (-14)
- 2011: Greater Hickory Classic at Rock Barn po (-19)

Europese Senior Tour
- The Senior Open Championship (-9)